# Euphorbia magdalenae
Euphorbia magdalenae är en törelväxtart som beskrevs av George Bentham. Euphorbia magdalenae ingår i släktet törlar, och familjen törelväxter. Inga underarter finns listade i Catalogue of Life.